# Moord op Amy Mihaljevic
Amy Renee Mihaljevic (11 december 1978 - 27 oktober 1989) was een Amerikaanse lagereschool-leerling die in 1989 ontvoerd en vermoord werd in de Amerikaanse staat Ohio. De moordzaak kreeg in Amerika nationale bekendheid. De onopgeloste ontvoering en moord kreeg onder andere aandacht in de tv-show America's Most Wanted, gepresenteerd door John Walsh. De zaak is tot op heden niet opgelost.

## Verdwijning en moord
Op 27 oktober 1989 werd Amy Mihaljevic ontvoerd uit het Bay Square Shopping Center in Bay Village, Ohio, een voorstad van Cleveland. De ontvoerder had telefonisch contact opgenomen met Mihaljevic en had afgesproken haar te ontmoeten onder het mom een cadeau voor haar moeder te kopen omdat ze onlangs promotie had gekregen, zoals hij haar vertelde. Op 8 februari 1990 werd het lichaam van Mihaljevic gevonden in een veld, vlak bij County Road 1181, Ruggles Township in Ashland County, Ohio.
Op de plaats delict werd bewijsmateriaal gevonden dat erop wijst dat het lichaam van Mihaljevic vermoedelijk kort na haar ontvoering hier werd gedumpt. Op basis van de bevindingen van een lijkschouwer van Cuyahoga County bleek dat de laatste maaltijd van Mihaljevic bestond uit een soort sojaproduct, vermoedelijk imitatie-kippenvlees of Chinees eten. Tevens werden op haar lichaam geel/goud gekleurde vezels aangetroffen. Het leek erop dat de moordenaar meerdere persoonlijke eigendommen van Mihaljevic heeft bewaard als "souvenir", waaronder paardrijlaarzen, haar denim rugzak, een leren documentenhouder voorzien van de tekst: "Buick, Best in Class" en turquoise oorbellen in de vorm van een paardenhoofd. Mihaljevic werd in haar ondergoed teruggevonden, hetgeen de suggestie wekte dat ze zou zijn verkracht of seksueel misbruikt. Mitochondriaal DNA dat werd gevonden op de plaats delict werd onderzocht en opgeslagen, zodat dit in de toekomst kan worden gebruikt om te vergelijken met verdachten.

## Onderzoek
De politie van Bay Village en de FBI voerden een uitgebreid onderzoek naar de verdwijning en moord. Tientallen verdachten werden gevraagd om deel te nemen aan een leugendetectortest, maar niemand werd officieel aangemerkt als verdachte. Tijdens het onderzoek hebben er meer dan 20.000 ondervragingen en interviews plaatsgevonden. De Mihaljevic-zaak werd beschouwd als het grootste onderzoek in Ohio sinds de verdwijning van Beverly Potts in 1951.
In november 2006 werd bekend dat een aantal andere jonge meisjes geheimzinnige telefoontjes hadden ontvangen die vergelijkbaar waren met de telefoontjes die Mihaljevic kreeg in de weken voorafgaand van haar verdwijning. Deze telefoongesprekken bestonden uit vragen van een onbekende man, die beweerde een collega te zijn van hun moeder. De onbekende man stelde de vraag of de meisjes hem wilden helpen met het uitkiezen van een cadeautje voor hun moeder. De onbekende man vertelde dat de moeder promotie had gekregen op haar werk, dit wilde de onbekende vieren door middel van een cadeautje. Opvallend is dat alle meisjes die deze telefoontjes ontvingen allen woonden in de omgeving van North Olmsted, vlak bij Bay Village. Deze nieuwe informatie werd als veelbetekend gezien door het onderzoeksteam. Mihaljevic en de anderen die deze telefoontjes ontvingen hadden allen een bezoek gebracht aan het Lake Erie Nature and Science Center. Het Lake Erie Nature and Science Center hield een logboek in het bezoekerscentrum bij waarin bezoekers hun gegevens konden achterlaten. Vermoedelijk hebben deze meisjes iets in het gastenboek geschreven en daarbij persoonlijke gegevens, als adressen en telefoonnummers, achtergelaten.
In 2006 verzamelde de lokale politie van Bay Village DNA-materiaal van een aantal potentiële verdachten in de zaak. 
In het najaar van 2013 was onderzoeker Phil Torsney teruggekeerd uit zijn pensioen om te gaan werken aan de zaak. Vlak na de moord van Mihaljevic in 1989 had Torsney de zaak ook al toegewezen gekregen. Torsney stond bekend om zijn bijdrage die heeft geleid tot de arrestatie van Whitey Bulger, die lange tijd op de lijst stond van de FBI Ten Most Wanted Fugitives. Torsney ging ervan uit dat de moordenaar Mihaljevic na haar ontvoering uit Bay Village wegbracht. Hij dacht dat de stad "te hecht en te gebonden was" om een moord in te plegen. Hij dacht dat de moord plaatsvond in de omgeving van Ashland County. Waarschijnlijk was de moordenaar in die omgeving meer bekend.
In maart 2014 stelde de FBI een bedrag van $ 25.000 beschikbaar voor de gouden tip of informatie die leidt naar de arrestatie en veroordeling van de moordenaar van Mihaljevic. In oktober van datzelfde jaar werd het bedrag verhoogd naar $ 27.000.
In 2016 werd er onderzoek gedaan naar een deken en een gordijn, die in de omgeving van de vindplaats van Mihaljevic waren gevonden. Uit onderzoek bleek dat hierop meerdere haren van een hond waren aangetroffen. Deze haren kwamen overeen met de haren van de hond van Mihaljevic. Waarschijnlijk zijn deze deken en gordijn gebruikt om het lichaam van het slachtoffer te verbergen voordat ze werd achtergelaten in het veld.
In de zomer van 2018 onderzocht de politie een mogelijk verband tussen Joseph Newton Chandler III en de dood van Mihaljevic. In 2019 verklaarden de autoriteiten dat ze alle verdachten in de zaak uitgebreid hadden onderzocht en van mening waren dat als haar moordenaar zou worden geïdentificeerd, hij waarschijnlijk geen deel zou uitmaken van deze lijst.

## Nasleep
Als reactie op de dood van haar dochter richtte de moeder van Mihaljevic, Margaret McNulty, een stichting op om kinderen te beschermen tegen gebeurtenissen zoals Amy is overkomen. McNulty leed aan lupus, wat uiteindelijk resulteerde in haar dood op 54-jarige leeftijd in 2001.
De zaak van Mihaljevic werd ook besproken in The Oprah Winfrey Show en tijdens een driedelige documentaire genaamd The Lake Erie Murders: What Happened to Amy Mihaljevic?.